# Graur pătat
Graurul pătat (Speculipastor bicolor)  este o specie de pasăre cântătoare din familia graurilor (Sturnidae). Se găsește în Etiopia, Somalia, Sudanul de Sud, Tanzania și Uganda.